# Обозначение тягового подвижного состава
Обозначение тягового подвижного состава (также серия, литера, на метрополитене — тип) — принято для однотипных по конструкции локомотивов и моторных вагонов. В различных странах применяют системы обозначений с помощью букв, цифр и смешанные.
Общемировой системы обозначения тягового ПС не существует, поэтому в разных странах одинаковые по конструкции локомотивы могут иметь разное обозначение. Например, строившиеся в США во Вторую мировую войну военные паровозы типа 1-4-0 модели S160 получили на железных дорогах Австрии обозначение 956, Венгрии — 411, Италии — 736, Польши — Tr201, СССР — ША, Турции — 45, Франции — Θγ, Чехословакии — 456.1, Югославии — 37.

## Историческая справка
Первые паровозы, ввиду своей малочисленности, по аналогии с пароходами получали только имена собственные и оригинальные — «Пыхтящий Билли», «Ракета», «Проворный» и так далее. Однако достаточно скоро дороги столкнулись с тем, что паровозы даже с одинаковыми параметрами могли иметь разную конструкцию, что затрудняло организацию ремонта. Это привело к необходимости перейти на серийное производство локомотивов. При этом на каждой дороге была установлена своя система обозначений, что при их национализации приводило к проблемам с учётом локомотивного парка, поэтому в ряде стран была внедрена государственная система обозначений тягового подвижного состава.

## По странам

### Германия

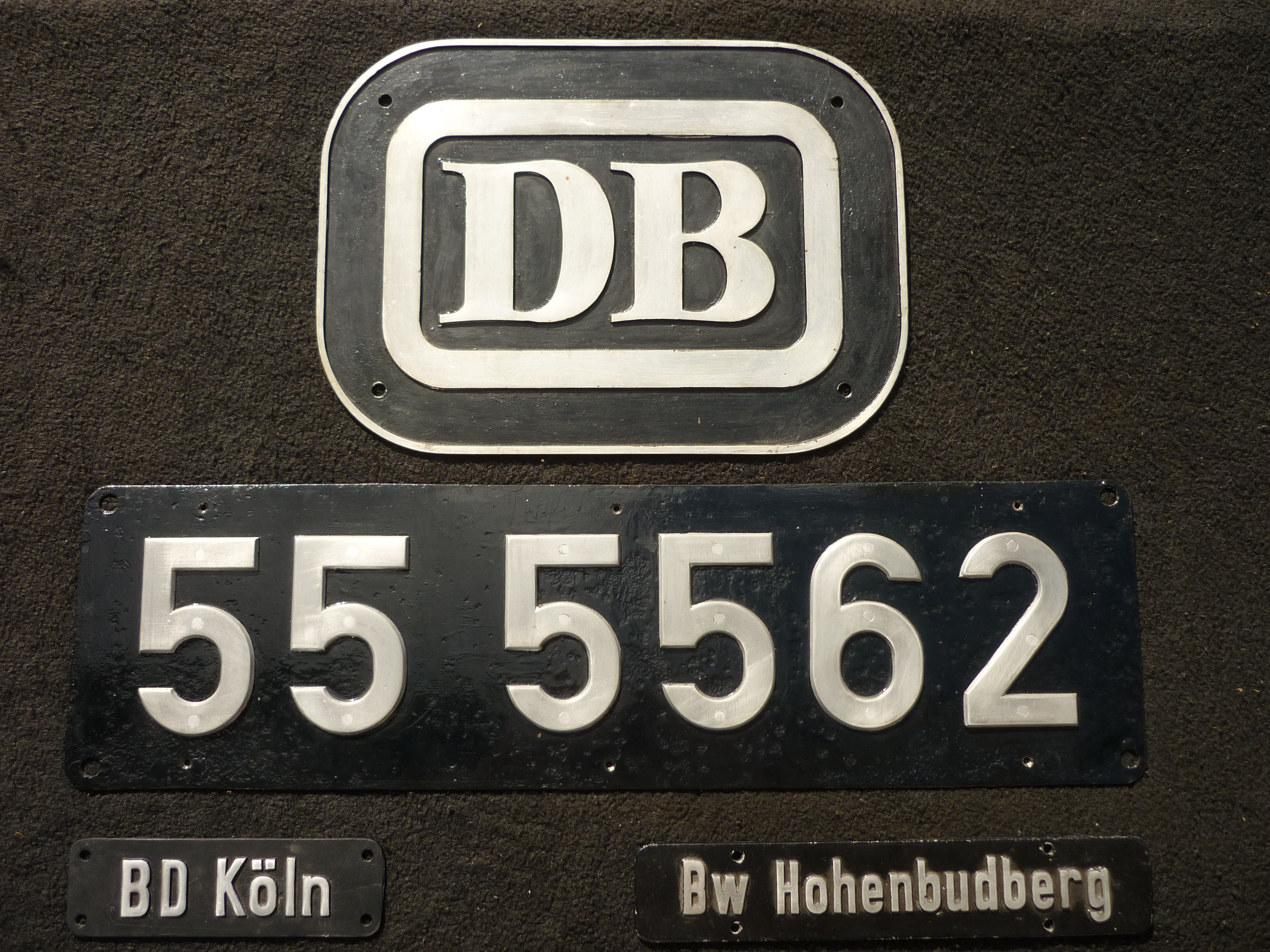
Обозначение паровоза 55^{25–56}

Когда 1 апреля 1920 года был образован Deutsche Reichsbahn (Рейхсбан), он объединил в себе множество существовавших в стране железных дорог, в том числе Баварии, Бадена, Саксонии. И каждая из дорог заказывала локомотивы отдельно от других, из-за чего объединённый локомотивный парк в итоге представлял собой сборную солянку, состоящую из 270 разновидностей паровозов. Причём паровозы одинаковой конструкции имели на разных дорогах разное обозначение, что только усиливало путаницу. Фактически, железные дороги Германии столкнулись с той же ситуацией, что и железные дороги Российской империи десятилетием ранее.
Тогда Рейхсбан провёл работы по типизации и стандартизации локомотивного хозяйства, для чего в 1925 году ввёл единое для своих железных дорог обозначение серий паровозов, состоящее из двух цифр и общую нумерацию для каждой серии.
- 01—19 — курьерские паровозы
- 20—39 — пассажирские паровозы
- 40—59 — грузовые паровозы
- 60—79 — пассажирские танк-паровозы
- 80—96: — грузовые танк-паровозы
- 97 — паровозы для зубчатых железных дорог
- 98 — промышленные паровозы
- 99 — узкоколейные паровозы

При этом в одну серию могли объединяться локомотивы со схожими характеристиками, но разной конструкции. Например паровозов серии 55 (тип 0-4-0) было 12 разновидностей, серии 56 (тип 1-4-0) — 16, а серии 57 (тип 0-5-0) — 13 разновидностей. Каждой разновидности внутри серии выделен определённый интервал нумерации. Например бывшие прусские паровозы G 8.1 получили серию 55 и номера в интервале 2501—5667, поэтому их обозначали в справочниках как 55.25—56 или 5525—56.
Электровозы и тепловозы имеют схожую систему обозначений, но у электровозов перед цифровой частью добавляется буква E, а у тепловозов — V.

### Польша

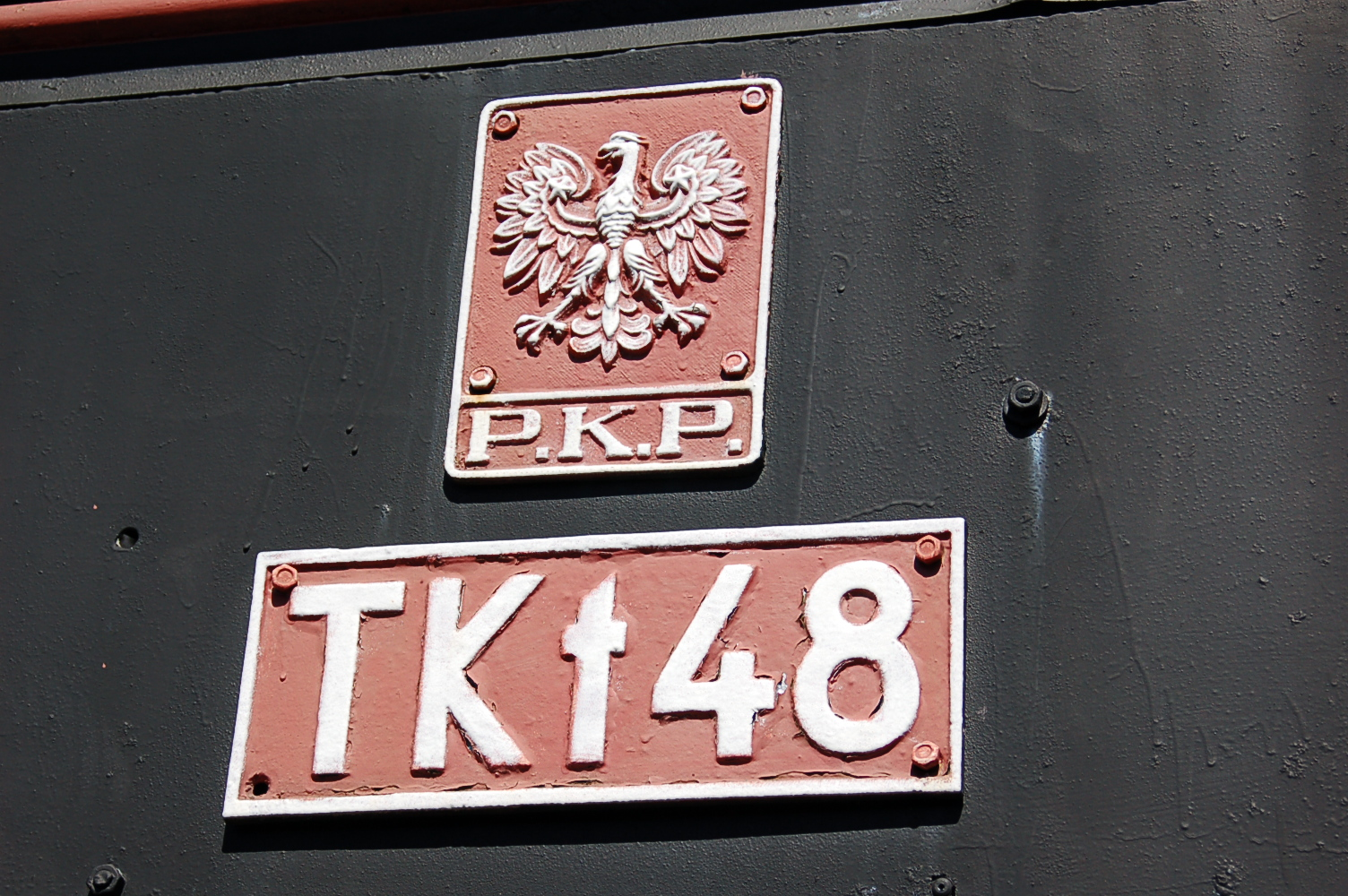
Обозначение танк-паровоза TKt48

Созданная после получения Польшей независимости компания Polskie Koleje Państwowe объединила железные дороги, ранее построенные Австро-Венгрией, Германией и Российской империей. Это обусловило и большое разнообразие локомотивного парка. Тогда в стране была введена единая система обозначений, которая состояла из букв и цифр.
- Первая буква (большая) — род службы
  - T — товарный (пол. Towarowe)
  - O — пассажирский (пол. Osobowe)
  - P — курьерский (пол. Pośpieszne)
  - W — узкоколейный (пол. Wąskotorowe)
- Вторая буква (маленькая) — осевая характеристика
  - a — 1-1-1
  - b — 0-2-0
  - c — 1-2-0
  - d — 2-2-0
  - f — 2-2-1
  - h — 0-3-0
  - i — 1-3-0
  - k — 2-3-0
  - l — 1-3-1
  - m — 2-3-1
  - n — 1-3-2
  - p — 0-4-0
  - r — 1-4-0
  - s — 2-4-0
  - t — 1-4-1
  - u — 2-4-1
  - w — 0-5-0
  - y — 1-5-0
  - z — 1-5-1

У танк-паровозов после большой буквы дополнительно ставилась большая K, то есть обозначение состояло уже из трёх букв.
После буквенной части ставилась цифровая, которая указывала на индивидуальные особенности серии:
- 1—10 — построенные в Австрии
- 11—19 — построенные в Германии
- 20—100 — построенные в Польше, либо заказанные после 1919 года
- 101 и выше — построенные в прочих странах